# Crystal Kelly Turnier 2002
Die Crystal Kelly Trophy 2002 war die 9. Auflage dieses Einladungsturniers, das seit 1994 jährlich bis 2011 in der Disziplin Dreiband der Billardvariante Karambolage ausgetragen wurde. Sie fand vom 2. bis zum 9. Juni 2002 in Monte-Carlo statt.

## Spielmodus
Das Turnier wurde im Round-Robin-Modus mit acht Teilnehmern ausgetragen.

## Turnierkommentar
Sieger wurde der Niederländer Dick Jaspers.

## Ergebnisse
| Name              | PP | Pkte | Aufn | GD    | HS |
| ----------------- | -- | ---- | ---- | ----- | -- |
| Frédéric Caudron  | 2  | 50   | 24   | 2,073 | 15 |
| Dion Nelin        | 0  | 33   | 24   | 1,357 | 7  |
| Raymond Ceulemans | 0  | 25   | 24   | 1,041 | 7  |
| Semih Saygıner    | 2  | 50   | 24   | 2,083 | 8  |
| Dick Jaspers      | 2  | 50   | 20   | 2,500 | 8  |
| Raimond Burgman   | 0  | 23   | 20   | 1,150 | 5  |
| Frans van Kuijk   | 2  | 50   | 21   | 2,380 | 8  |
| Torbjörn Blomdahl | 0  | 36   | 21   | 1,714 | 8  |

| Name              | PP | Pkte | Aufn | GD    | HS |
| ----------------- | -- | ---- | ---- | ----- | -- |
| Dion Nelin        | 0  | 30   | 34   | 0,882 | 6  |
| Semih Saygıner    | 2  | 50   | 34   | 1,470 | 6  |
| Torbjörn Blomdahl | 1  | 50   | 27   | 1,851 | 8  |
| Frédéric Caudron  | 1  | 50   | 27   | 1,851 | 9  |
| Raimond Burgman   | 2  | 50   | 39   | 1,282 | 7  |
| Frans van Kuijk   | 0  | 38   | 39   | 0,974 | 7  |
| Raymond Ceulemans | 0  | 37   | 27   | 1,370 | 11 |
| Dick Jaspers      | 2  | 50   | 27   | 1,851 | 11 |

| Name              | PP | Pkte | Aufn | GD    | HS |
| ----------------- | -- | ---- | ---- | ----- | -- |
| Frans van Kuijk   | 0  | 46   | 21   | 2,190 | 11 |
| Raymond Ceulemans | 2  | 50   | 21   | 2,380 | 7  |
| Frédéric Caudron  | 2  | 50   | 18   | 2,777 | 12 |
| Raimond Burgman   | 0  | 25   | 18   | 1,388 | 4  |
| Dion Nelin        | 0  | 18   | 10   | 1,800 | 5  |
| Dick Jaspers      | 2  | 50   | 10   | 5,000 | 18 |
| Torbjörn Blomdahl | 0  | 36   | 30   | 1,200 | 6  |
| Semih Saygıner    | 2  | 50   | 30   | 1,666 | 13 |

| Name              | PP | Pkte | Aufn | GD    | HS |
| ----------------- | -- | ---- | ---- | ----- | -- |
| Frédéric Caudron  | 2  | 50   | 24   | 2,083 | 8  |
| Raymond Ceulemans | 0  | 34   | 24   | 1,416 | 5  |
| Frans van Kuijk   | 2  | 50   | 29   | 1,724 | 6  |
| Dion Nelin        | 0  | 22   | 29   | 0,758 | 4  |
| Semih Saygıner    | 0  | 35   | 25   | 1,400 | 5  |
| Raimond Burgman   | 2  | 50   | 25   | 2,000 | 8  |
| Dick Jaspers      | 2  | 50   | 18   | 2,777 | 8  |
| Torbjörn Blomdahl | 0  | 36   | 18   | 2,000 | 10 |

| Name              | PP | Pkte | Aufn | GD    | HS |
| ----------------- | -- | ---- | ---- | ----- | -- |
| Raymond Ceulemans | 0  | 30   | 23   | 1,304 | 6  |
| Torbjörn Blomdahl | 2  | 50   | 23   | 2,173 | 19 |
| Dion Nelin        | 2  | 50   | 27   | 1,851 | 5  |
| Raimond Burgman   | 0  | 20   | 27   | 0,740 | 3  |
| Frans van Kuijk   | 2  | 50   | 22   | 2,272 | 8  |
| Dick Jaspers      | 0  | 45   | 22   | 2,045 | 9  |
| Semih Saygıner    | 2  | 50   | 23   | 2,173 | 15 |
| Frédéric Caudron  | 0  | 44   | 23   | 1,913 | 11 |

| Name              | PP | Pkte | Aufn | GD    | HS |
| ----------------- | -- | ---- | ---- | ----- | -- |
| Torbjörn Blomdahl | 2  | 50   | 20   | 2,500 | 8  |
| Dion Nelin        | 0  | 46   | 20   | 2,300 | 12 |
| Raimond Burgman   | 2  | 50   | 31   | 1,612 | 8  |
| Raymond Ceulemans | 0  | 30   | 31   | 0,967 | 4  |
| Semih Saygıner    | 2  | 50   | 25   | 2,000 | 5  |
| Frans van Kuijk   | 0  | 35   | 25   | 1,400 | 7  |
| Frédéric Caudron  | 1  | 50   | 21   | 2,380 | 11 |
| Dick Jaspers      | 1  | 50   | 21   | 2,380 | 12 |

| Name              | PP | Pkte | Aufn | GD    | HS |
| ----------------- | -- | ---- | ---- | ----- | -- |
| Raimond Burgman   | 2  | 50   | 22   | 2,272 | 9  |
| Torbjörn Blomdahl | 0  | 24   | 22   | 1,090 | 6  |
| Dion Nelin        | 0  | 45   | 30   | 1,500 | 13 |
| Raymond Ceulemans | 2  | 50   | 30   | 1,666 | 7  |
| Semih Saygıner    | 0  | 28   | 18   | 1,555 | 12 |
| Dick Jaspers      | 2  | 50   | 18   | 2,777 | 10 |
| Frans van Kuijk   | 0  | 29   | 23   | 1,260 | 5  |
| Frédéric Caudron  | 2  | 50   | 23   | 2,173 | 11 |

## Abschlusstabelle
| Platz                      | Name              | MP | Pkte. | Aufn. | GD    | BED   | HS |
| -------------------------- | ----------------- | -- | ----- | ----- | ----- | ----- | -- |
| 1                          | Dick Jaspers      | 11 | 345   | 136   | 2,536 | 5,000 | 18 |
| 2                          | Frédéric Caudron  | 10 | 344   | 160   | 2,150 | 2,777 | 15 |
| 3                          | Semih Saygıner    | 10 | 313   | 179   | 1,748 | 2,173 | 15 |
| 4                          | Raimond Burgman   | 8  | 268   | 182   | 1,472 | 2,272 | 9  |
| 5                          | Frans van Kuijk   | 6  | 298   | 180   | 1,655 | 2,380 | 11 |
| 6                          | Torbjörn Blomdahl | 5  | 282   | 161   | 1,751 | 2,500 | 19 |
| 7                          | Raymond Ceulemans | 4  | 256   | 180   | 1,422 | 2,380 | 11 |
| 8                          | Dion Nelin        | 2  | 244   | 174   | 1,402 | 1,851 | 13 |
| Turnierdurchschnitt: 1,738 |                   |    |       |       |       |       |    |